# John Crewe (Politiker, 1709)
John Crewe (* 1709; † 18. September 1752) war ein britischer Politiker.

## Leben
John Crewe war der älteste Sohn des Abgeordneten John Crewe aus dessen Ehe mit Sarah Price. Er hatte drei Brüder, unter anderem Charles Crewe, sowie drei Schwestern. Crewe besuchte das College Hart Hall der Universität Oxford. Am 6. Mai 1738 heiratete er Elizabeth Shuttleworth, die Tochter des Abgeordneten Richard Shuttleworth. Aus der Ehe gingen zwei Söhne und vier Töchter hervor:
- John Crewe, 1. Baron Crewe (1742–1829), ⚭ Frances Anne Greville;[2]
- Richard Crewe (1749–1814), Major-General der British Army, ⚭ Milborough Allpress;
- Sarah Crewe († 1814), ⚭ Obadiah Lane;
- Elizabeth Crewe, ⚭ Rt. Rev. John Hinchcliffe (1731–1794), anglikanischer Bischof von Peterborough;
- Frances Crewe, ⚭ General Watson;
- Emma Crewe.

Nach dem Tod seines Vaters erbte er 1749 das Anwesen Crewe Hall in Cheshire, das er als Wohnsitz nutzte.
Crewe war von 1734 bis zu seinem Tod am 18. September 1752 als Knight of the Shire für Cheshire Abgeordneter im britischen House of Commons. Er gehörte der Partei der Tories an. Sein jüngerer Bruder Charles übernahm im Februar 1753 seinen vakanten Sitz im Unterhaus. Bereits ihr Vater hatte diesen Wahlkreis im House of Commons vertreten.